# GE 47T
As locomotivas Diesel-Elétrica GE 47T foram compradas pela Estrada de Ferro Sorocabana no fim da década de 40 no inicio do seu processo de dieselização. Foram fabricadas pela GE Transportation nos EUA. Posteriormente foram incorporadas a FEPASA.